# Elecciones municipales de 2023 en La Gomera
El 28 de mayo de 2023 se celebran elecciones municipales en los 6 municipios de la isla canaria de La Gomera. Ese día también se celebran elecciones al Cabildo de La Gomera y al Parlamento de Canarias.

## Resumen de alcaldías
| Municipio      | Con | 2023                      |
| -------------- | --- | ------------------------- |
| San Sebastián  | 13  | Angélica Padilla (ASG-CC) |
| Alajeró        | 11  | Manuel Plasencia (PSOE)   |
| Valle Gran Rey | 11  | Borja Barroso (ASG)       |
| Vallehermoso   | 11  | Emiliano Coello (ASG)     |
| Agulo          | 9   | Rosa Chinea (ASG)         |
| Hermigua       | 9   | Solveida Clemente (ASG)   |

## Agulo
|                    | Candidatura | Candidatura                        | Votos | %                               | Concejales                      |
| ------------------ | ----------- | ---------------------------------- | ----- | ------------------------------- | ------------------------------- |
| Agulo 9 concejales |             | Agrupación Socialista Gomera (ASG) | 593   | 78,85                           | 7                               |
| Agulo 9 concejales |             | Coalición Canaria (CCa)            | 153   | 20,34                           | 2                               |
| Agulo 9 concejales | En blanco   | En blanco                          | 6     | 0,79                            |                                 |
| Agulo 9 concejales | Votos nulos | Votos nulos                        | 18    | Participación: \| \| 77,93 % \| | Participación: \| \| 77,93 % \| |
| Agulo 9 concejales | Votantes    | Votantes                           | 770   | Participación: \| \| 77,93 % \| | Participación: \| \| 77,93 % \| |
|                    | 77,93 %     |                                    |       |                                 |                                 |

## Alajeró
|                       | Candidatura | Candidatura                              | Votos | %                               | Concejales                      |
| --------------------- | ----------- | ---------------------------------------- | ----- | ------------------------------- | ------------------------------- |
| Alajeró 11 concejales |             | Partido Socialista Obrero Español (PSOE) | 704   | 53,74                           | 6                               |
| Alajeró 11 concejales |             | Agrupación Socialista Gomera (ASG)       | 558   | 42,59                           | 5                               |
| Alajeró 11 concejales |             | Partido Popular (PP)                     | 39    | 2,97                            |                                 |
| Alajeró 11 concejales | En blanco   | En blanco                                | 9     | 0,68                            |                                 |
| Alajeró 11 concejales | Votos nulos | Votos nulos                              | 19    | Participación: \| \| 79,48 % \| | Participación: \| \| 79,48 % \| |
| Alajeró 11 concejales | Votantes    | Votantes                                 | 1 329 | Participación: \| \| 79,48 % \| | Participación: \| \| 79,48 % \| |
|                       | 79,48 %     |                                          |       |                                 |                                 |

## Hermigua
|                       | Candidatura | Candidatura                                     | Votos | %                               | Concejales                      |
| --------------------- | ----------- | ----------------------------------------------- | ----- | ------------------------------- | ------------------------------- |
| Hermigua 9 concejales |             | Agrupación Socialista Gomera (ASG)              | 539   | 45,75                           | 5                               |
| Hermigua 9 concejales |             | Nueva Canarias-Frente Amplio Canarista (NC-FAC) | 358   | 30,39                           | 3                               |
| Hermigua 9 concejales |             | Coalición Canaria (CCa)                         | 197   | 16,72                           | 1                               |
| Hermigua 9 concejales |             | Partido Popular (PP)                            | 57    | 4,83                            |                                 |
| Hermigua 9 concejales | En blanco   | En blanco                                       | 27    | 2,29                            |                                 |
| Hermigua 9 concejales | Votos nulos | Votos nulos                                     | 35    | Participación: \| \| 73,78 % \| | Participación: \| \| 73,78 % \| |
| Hermigua 9 concejales | Votantes    | Votantes                                        | 1 213 | Participación: \| \| 73,78 % \| | Participación: \| \| 73,78 % \| |
|                       | 73,78 %     |                                                 |       |                                 |                                 |

## San Sebastián de La Gomera
|                                          | Candidatura | Candidatura                              | Votos | %                               | Concejales (2019)               |
| ---------------------------------------- | ----------- | ---------------------------------------- | ----- | ------------------------------- | ------------------------------- |
| San Sebastián de La Gomera 13 concejales |             | Agrupación Socialista Gomera (ASG)       | 2 152 | 42,46                           | 6                               |
| San Sebastián de La Gomera 13 concejales |             | Partido Socialista Obrero Español (PSOE) | 1 572 | 31,01                           | 5                               |
| San Sebastián de La Gomera 13 concejales |             | Iniciativa por La Gomera (IxLG)          | 534   | 10,53                           | 1                               |
| San Sebastián de La Gomera 13 concejales |             | Coalición Canaria (CCa)                  | 404   | 7,97                            | 1                               |
| San Sebastián de La Gomera 13 concejales |             | Partido Popular (PP)                     | 265   | 5,22                            | 0                               |
| San Sebastián de La Gomera 13 concejales |             | Vox (VOX)                                | 95    | 1,87                            |                                 |
| San Sebastián de La Gomera 13 concejales | En blanco   | En blanco                                | 46    | 0,90                            |                                 |
| San Sebastián de La Gomera 13 concejales | Votos nulos | Votos nulos                              | 103   | Participación: \| \| 71,80 % \| | Participación: \| \| 71,80 % \| |
| San Sebastián de La Gomera 13 concejales | Votantes    | Votantes                                 | 5 171 | Participación: \| \| 71,80 % \| | Participación: \| \| 71,80 % \| |
|                                          | 71,80 %     |                                          |       |                                 |                                 |

## Valle Gran Rey
|                              | Candidatura | Candidatura                              | Votos | %                               | Concejales (2019)               |
| ---------------------------- | ----------- | ---------------------------------------- | ----- | ------------------------------- | ------------------------------- |
| Valle Gran Rey 11 concejales |             | Agrupación Socialista Gomera (ASG)       | 989   | 48,83                           | 6                               |
| Valle Gran Rey 11 concejales |             | Coalición Canaria (CCa)                  | 449   | 22,17                           | 3                               |
| Valle Gran Rey 11 concejales |             | Iniciativa por La Gomera (IxLG)          | 429   | 21,18                           | 2                               |
| Valle Gran Rey 11 concejales |             | Partido Socialista Obrero Español (PSOE) | 139   | 6,86                            | 0                               |
| Valle Gran Rey 11 concejales | En blanco   | En blanco                                | 19    | 0,93                            |                                 |
| Valle Gran Rey 11 concejales | Votos nulos | Votos nulos                              | 39    | Participación: \| \| 62,45 % \| | Participación: \| \| 62,45 % \| |
| Valle Gran Rey 11 concejales | Votantes    | Votantes                                 | 2 064 | Participación: \| \| 62,45 % \| | Participación: \| \| 62,45 % \| |
|                              | 62,45 %     |                                          |       |                                 |                                 |

## Vallehermoso
|                            | Candidatura | Candidatura                        | Votos | %                               | Concejales (2019)               |
| -------------------------- | ----------- | ---------------------------------- | ----- | ------------------------------- | ------------------------------- |
| Vallehermoso 11 concejales |             | Agrupación Socialista Gomera (ASG) | 905   | 54,58                           | 7                               |
| Vallehermoso 11 concejales |             | Iniciativa por La Gomera (IxLG)    | 608   | 36,67                           | 4                               |
| Vallehermoso 11 concejales |             | Coalición Canaria (CCa)            | 121   | 7,29                            |                                 |
| Vallehermoso 11 concejales | En blanco   | En blanco                          | 24    | 1,44                            |                                 |
| Vallehermoso 11 concejales | Votos nulos | Votos nulos                        | 39    | Participación: \| \| 70,94 % \| | Participación: \| \| 70,94 % \| |
| Vallehermoso 11 concejales | Votantes    | Votantes                           | 1 697 | Participación: \| \| 70,94 % \| | Participación: \| \| 70,94 % \| |
|                            | 70,94 %     |                                    |       |                                 |                                 |